# Walter Allen (Fußballspieler)
Walter Allen (* 3. Quartal 1889 in Attercliffe; † 1948) war ein englischer Fußballspieler.

## Karriere
Allen spielte für die Attercliffe Friends, einen Amateurklub aus Sheffield, bevor er im April 1907 bei Chesterfield Town vorstellig wurde und bei seinem Debütspiel für das Reserveteam in der Midland League, einem 1:1-Unentschieden gegen Rotherham County, presseseitig für seine „brillante Vorstellung“ gelobt wurde. „Er trat kräftig und war zudem auffallend wegen seiner ausgezeichneten Tacklings.“ Auch zwei Wochen später beim letzten Saisonspiel stand er für die Reservemannschaft auf dem Platz und wurde erneut für seine „exzellente Darbietung auf der rechten Verteidigerposition, die die guten Eindrücke, die bei seinem ersten Einsatz entstanden, ausgiebig rechtfertigte“ gelobt.
Zur Saison 1907/08 gehörte er zum Profiaufgebot des Klubs und kam zumeist im Reserveteam zum Einsatz. Im Frühjahr 1908 rückte er in die Mannschaft, nachdem der Klub auf den letzten Tabellenplatz abgerutscht war. In den folgenden Wochen kam er zu einer Serie von elf Einsätzen in der Football League Second Division und bildete dabei mit Dave Ewing das Verteidigerpaar. In seinem vorletzten Einsatz, einem 2:2-Unentschieden gegen Leicester Fosse, erzielte er mit Unterstützung des Windes einen Treffer aus dem Mittelkreis. Am Saisonende stand Chesterfield auf dem vorletzten Tabellenplatz und musste sich zur Wiederwahl um den Ligaverbleib stellen. In der folgenden Spielzeit kam er weiterhin regelmäßig auf den beiden Verteidigerpositionen im Reserveteam zum Einsatz, in der ersten Mannschaft fand er keine Berücksichtigung mehr. Am Saisonende war der Klub erneut Tabellenvorletzter geworden und erhielt im Gegensatz zum Vorjahr nicht ausreichend Stimmen zur Wiederwahl und musste die Football League verlassen.
Im Sommer 1909 wechselte Allen, ebenso wie sein Mannschaftskamerad Albert Clarke, zu den Doncaster Rovers, die ebenfalls in der Midland League antraten. Die Saison 1910/11 spielte er für den in der Second Division der Southern League antretenden Klub Croydon Common, für den er neben zwei Spielen in der Southern League, sechs in der London League und 17 in der South Eastern League bestritt. Mit der Rückkehr von Billy Balmer zur Saison 1911/12 spielte er in den Planungen von Croydon keine Rolle mehr. Seine fußballerische Laufbahn setzte er in den Midlands bei East Vale und South Normanton Colliery fort.